# 高橋達也 (オペラ歌手)
高橋 達也（たかはし たつや、Tatsuya Takahashi、1987年 - ）は、日本のオペラ歌手（テノール）である。

## 生い立ち
愛媛県新居浜市出身。愛媛県立新居浜西高等学校卒業。2006年、東京藝術大学音楽学部声楽科テノール専攻に入学。若井健司、中村健二、福井敬に師事。2008年、小澤征爾音楽塾「こうもり」に参加。2009年、同大学を2年間休学しイタリアへ留学。帰国後、2012年に同大学卒業。同年『椿姫』アルフレード役とベートーヴェン『第九』ソリストを地元愛媛で歌う。2012年春、イタリアに居を移す。T.O.S.C.A国際コンクール優勝。副賞でノルウェーのLarvikでガラコンサートに出演。『イル・トロヴァトーレ』マンリーコ役をAlto Adige地方劇場ツアー公演でデビュー。
2015/2016年シーズンより、イタリアをはじめ海外の歌劇場でのキャリアをスタート。Teatro Lirico di CagliariでDonato Renzetti指揮、O.Respighi作曲『沈める鐘』(La Campana Sommersa)の Il Fauno役でシーズンオープニング公演デビュー。68ª Luglio Musicale trapaneseでは、ラヴェル作曲『スペインの時』ゴンサルヴェ役と『ランメルモールのルチア』アルトゥーロ役でデビューする。
2016/2017シーズン、9月に渋谷Bunkamuraオーチャードホールにて、バッティストーニ (Andrea Battistoni) に指名され、彼が指揮するヴェルディ作曲『オテロ』カッシオ役、またカリアリ歌劇場の新制作、レンツェッティ指揮『西部の娘』ニック役をMarcello Giordani, Svetla Vassileva, Roberto Frontaliと共演。
2017/2018シーズンでは、Teatro Coccia di Novaraにて『ナブッコ』イズマエーレ役を、Amartvshin Enkhbat, Rebeka Lokar, Marco Mimicaと共演し各評論家に絶賛される。また、Teatro Goldoni di Livornoにて『愛の妙薬』ネモリーノ役、ジョージア国立トビリシ歌劇場にて『ウェルテル』タイトルロールデビュー。
2018/2019シーズン、Teatro Sociale di Rovigoにて『愛の妙薬』ネモリーノ役、スロベニア国立マリボール歌劇場(Slovene National Theatre Maribor)にてグノー作曲『ファウスト』タイトルロールを、第71回トラーパニ7月音楽祭にて『道化師』ベッペ役、『オテロ』カッシオ役、ジョージア国立トビリシ歌劇場にて『椿姫』アルフレード役を演じる。
2019/2020・2020/2021シーズンでは、2020年3月『ファウスト』スロベニア国立マリボール歌劇場、5月ヴェルディ作曲『マクベス』マクダフ役をトリエステ歌劇場、6月ベッリーニ作曲『海賊』をパレルモ・マッシモ歌劇場、7月『ノルマ』をカターニャ・ベッリーニ歌劇場、2020年11月愛媛県新居浜市主催の中学校アウトリーチ・単独リサイタル、2020年12月Sassari(サッサリ)Marialisa de Carolis歌劇場『オテロ』カッシオ役等の出演はCOVID-19の影響により中止。
2020年8月、モーツァルトのレクイエムのソリストとしてLuglio Musicale Trapaneseに出演。2020年10月プッチーニのMessa di GloriaのテノールソリストをTeatro Lirico Cagliariで、出演予定だったが、COVID-19の影響により、中止。
2022年4月、Teatro Lirico di Cagliariにて『エルナーニ』のDon Riccardo役でコロナ後セリエAの歌劇場に出演。
2023年、ザ・シンフォニーホールにて大阪交響楽団第261回定期演奏会「ルサルカ」の王子役で出演。また、マカオ文化センターにてベートーヴェン第9のソリストとして出演。
2024年、11月ジョージア国立トビリシ歌劇場にて『ウェルテル』タイトルロール、プリモキャストで出演。Kolarac Concert hall Belgradoにて、在セルビア日本大使館、JTI主催のガラコンサート に出演。
これまでに、アンドレア・バッティストーニ, レナート・パルンボ, ドナート・レンツェッティ, ファビオ・ルイージ, Federico Santi, 小澤征爾と共演。歌手はMarco Berti, Marigona Qerkesi, Roberto Scandiuzzi, Devid Cecconi, Roberto Frontali, Marcello Giordani, Paoletta Marrocu, Svetla Vassileva, Elena Mosuc, Amartvshin Enkhbat, Rebeka Lokar, Marco Mimika, Salome Jiciaと共演。
現在、PBMusic海外音楽事務所、日本ではKAJIMOTOに所属。
Carlo Bergonzi, Mariella Devia, Bruna Baglioni, Nicola Martinucciのマスタークラスを受講。テクニックをPaolo Barbacini, Marcello Giordani, Giuseppe Gipali, Walter Fraccaro, Marco Bertiに学び、オペラ歌唱法をFabrizio Cassi, Elena Rizzo, Renato Palumboに学ぶ。

## 主な公演歴
2012年
- T.O.S.C.A.国際コンクール優勝記念コンサート（ノルウェー、Larvik）
- 「トロヴァトーレ」（イタリア、Alto Adige、1公演）- マンリーコ役

2016年
- 「沈める鐘」(La campana sommersa)（イタリア、Teatro Lirico di Cagliari、5公演）- Il Fauno役 （Donato Rezetti）
- 「スペインの時」（イタリア、Luglio Musicale Trapanese、3公演）- ゴンサルヴェ役 （Paoletta Marrocu）
- 「ランメルモールのルチア」（イタリア、Luglio Musicale Trapanese、3公演）- アルトゥーロ役（Gilda Fiume）

2017年
- 「オテロ」（日本、渋谷Bunkamura、2公演）- カッシオ役 （Andrea Battistoni, Elena Mosuc）
- 「西部の娘」（イタリア、Teatro Lirico di Cagliari、11公演）- ニック役 (Donato Renzetti, Marcello Giordani, Svetla Vassileva, Roberto Frontali）
- 愛媛県立新居浜西高等学校100周年記念リサイタル

2018年
- 「ナブッコ」（イタリア、Teatro Coccia di Novara、3公演）- イズマエーレ役（Amartvshin Enkhbat, Marco Mimika, Rebeka Lokar）
- 「愛の妙薬」（イタリア、Teatro Goldoni di Livorno、3公演）- ネモリーノ役
- 「ウェルテル」（ジョージア、Georgian National Opera Theater、2公演）- ウェルテル役 （Tea Demurishvili ）

2019年
- 「愛の妙薬」（イタリア、Teatro sociale di Rovigo、3公演）- ネモリーノ役
- 「ファウスト」（スロベニア、Slovene National Theatre Maribor、2公演）- ファウスト役
- 「道化師」（イタリア、Luglio Musicale Trapanese、3公演）- ベッペ役 （Erilka Grimaldi）
- 「オテロ」（イタリア、Luglio Musicale Trapanese、3公演）- カッシオ役
- 「椿姫」（ジョージア、Georgian National Opera Theatre、2公演）- アルフレード役（Salome Jicia）

2020年
- コロナウイルス被害者追悼公演「モーツァルトのレクイエム」（イタリア、Luglio Musicale Trapanese、1公演）- ソリスト

2022年
- 「エルナーニ」（イタリア、Teatro Lirico di Cagliari、7公演）- ドン・リッカルド役 （Marco Berti, Roberto Scandiuzzi, Devid Cecconi, Marigona Qerkesi）

2023年
- 「ルサルカ」（日本、大阪交響楽団、1公演）- 王子役
- 「第九」（マカオ、澳門文化中心、1公演）

2024年
- 在セルビア日本大使館主催ガラコンサート　(セルビア共和国、ベオグラード Kolaracホール、2公演[3])

- 「ウェルテル」(ジョージア、パリアシヴィリ記念トビリシ国立歌劇場、2公演) -ウェルテル役 （Tea Demurishvili, Marika Machitidze）